# Blåsut BK
Blåsut BK bildades 21 november 1932, är en bandyklubb från stadsdelen Blåsut i Vänersborg i Sverige. Kvalificerade sig för spel i Allsvenskan säsongen 2008/2009, men föll ur och hamnade i Division 1. Efter en ettårig sejour i Division 1 kvalificerade sig klubben åter igen för Allsvenskan. 
Första säsongen efter återkomsten till Allsvenskan slutade med en mittenplacering. 
2011/2012 slutade laget åter igen i mitten på serien. 
Säsongen 2012/2013 blev ett misslyckande i seriespelet och laget slutade på plats 10 av 12 lag. Blåsut BK fick kvala sig kvar i Allsvenskan och lyckades med det.
Blåsuts bästa säsong hittills genom historien kom säsongen 2013/2014 då laget slutade på sjätte plats i Allsvenskan södra.
Säsongen 2016/2017 åkte Blåsut BK ur Allsvenskan södra. Vilket betyder att man nu spelar i division ett västra.

## Skyttekungar
- 2013 - 2014 Alexander Mayborn 42 mål (Allsvenskan södra)
- 2014 - 2015 Alexander Mayborn 38 mål (Allsvenskan södra)
- 2015 - 2016 Robin Karlsson 25 mål (Allsvenskan södra)
- 2016 - 2017 Robin Karlsson 12 mål (Allsvenskan södra)
- 2017 - 2018 Fredrik Källqvist 52 mål (Div 1 Västra)
- 2018 - 2019 Tobias Källqvist & Fredrik Källqvist 31 mål var (Div 1 Västra)

## Ordförande
- 1932 - 1934 Arvid Johansson
- 1935 - 1941 Harry Gustavsson
- 1941 - 1953 John Gustavsson
- 1954 - 1956 Göte Carlsson
- 1956 - 1957 Egon Larsson
- 1957 - 1968 John Bråberg
- 1969 - 2004 Karl-Åke Berner
- 2004 - 2009 Lars G Blomgren